# Jean Rolin (Kardinal)

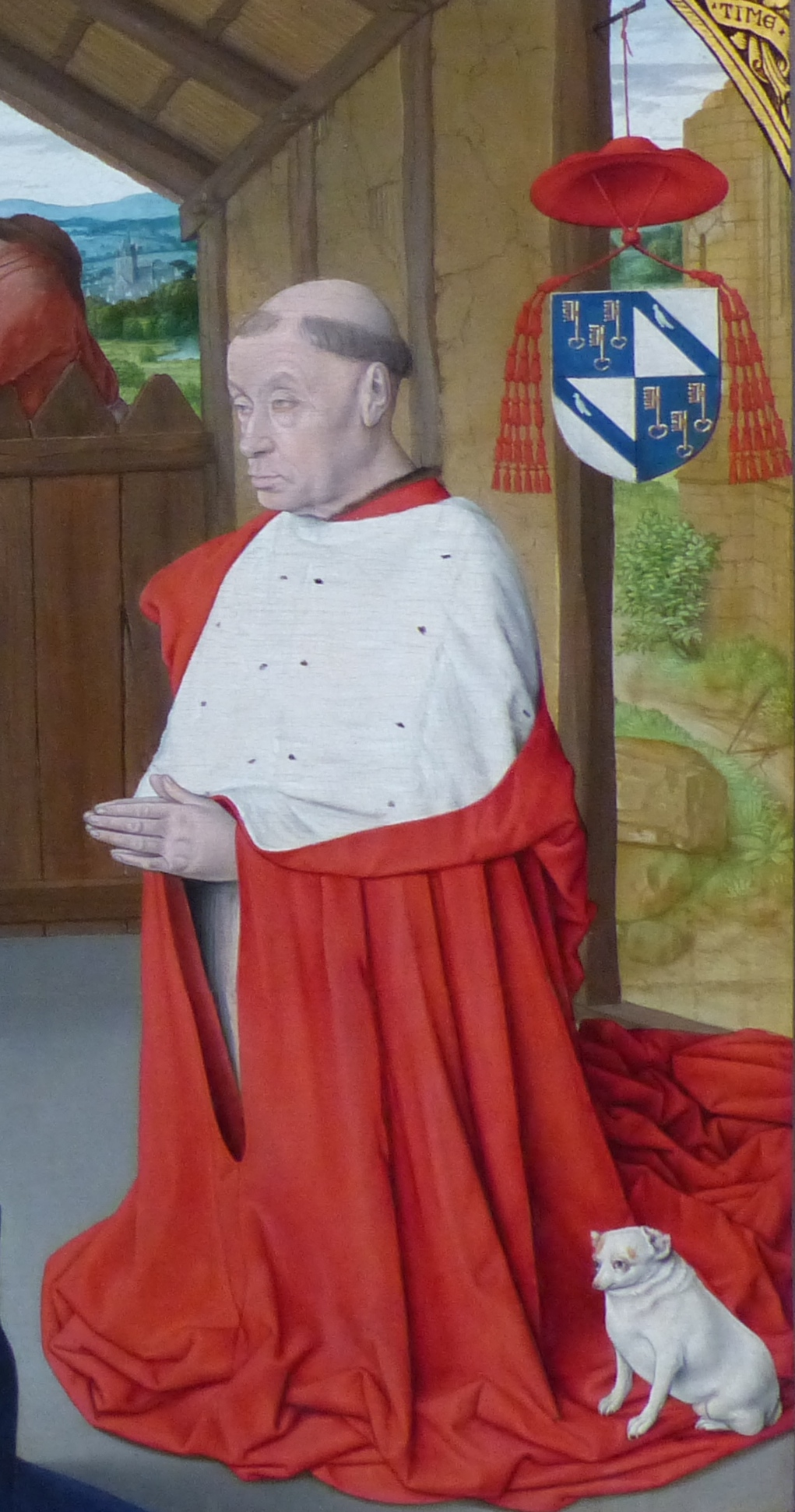
Kardinal Jean Rolin (Ausschnitt aus dem Weihnachtsbild des Meisters von Moulins, 1480, Musée Rolin Autun)

Jean Rolin (* 1408 in Autun, Département Saône-et-Loire; † 22. Juni 1483 in Auxerre, Département Yonne) war ein französischer Bischof und Kardinal.

## Leben
Jean war ein Sohn des burgundischen Kanzlers Nicolas Rolin. Er wurde Bischof von Chalon-sur-Saône am 29. Mai 1431, Bischof von Autun am 20. August 1436 und durch Papst Nikolaus V. am 20. Dezember 1448 zum Kardinal ernannt.
Wie sein Vater war er auf den Gewinn an Reichtum und Macht für sich und seine Familie bedacht. Er war selten in Autun anwesend, aber oft in kirchenpolitischen Angelegenheiten in Rom. Er gehörte zu den burgundischen Adligen, die den Untergang des burgundischen Herzogtums nach dem Tod Karls des Kühnen 1477 erlebten (→Burgundische Geschichte). Er war Beichtvater des französischen Dauphins und des Königs Ludwig XI.
Jean ließ die ehemalige Kathedrale Saint Nazaire von Autun restaurieren, einen untergegangenen Bau, der neben der heutigen Kathedrale Saint Lazare stand. An letzterer ließ er 1469 den kühnen spätgotischen Vierungsturm erbauen. Er war ein Kunstmäzen, sein Porträt sieht man auf dem Weihnachtsbild des Meisters von Moulins im Musée Rolin in Autun sowie auf dem im selben Museum verwahrten Fragment eines Wandbildes aus der 1474 von ihm gestifteten St. Vinzenz-Kapelle der Kathedrale.